# Kvarnsjön (Kolsva socken, Västmanland)
Kvarnsjön är en sjö i Köpings kommun i Västmanland och ingår i Norrströms huvudavrinningsområde.